# 格勒诺布尔自然历史博物馆
格勒諾布爾自然歷史博物館（法語：Muséum d'histoire naturelle de Grenoble）是一家位於法國格勒諾布爾的市立博物館。

## 历史
成立於1851年。該博物館自1855年開放以來，向公眾展示了豐富的自然遺產，尤其是阿爾卑斯山的自然遺產。該博物館收藏了約一百五十萬件包括植物學、動物學、地質學甚至民族學等學科的物品和標本。